# سامگوک یوسا
سامگوگ یوسا یا به عبارت دیگر تاریخ سه پادشاهی کره در رابطه با داستان‌ها آثار و اتفاقات سه پادشاهی کره است. (گوگوریو بکجه و شیلا) این سنگ‌نبشته بهترین از نظر اطلاعات است زیرا بعد از دورهٔ سه پادشاهی نوشته شده‌است.
این سنگ‌نبشته به زبان چینی کلاسیک نوشته شده‌است (۱۲۰۶ میلادی تا ۱۲۸۹) در قرن سیزدهم میلادی یک قرن بعد از نوشته شدن سامگوک ساگی.
بسیاری از افسانه‌های بنیانگذار پادشاهی‌های مختلف در تاریخ کره در سامگوک یوسا ثبت شده‌است. این متن افسانه‌های بسیاری از پادشاهی‌های کره از جمله گوجوسان، ویمن جوسان، بویو، گوگوریو، بکجه، شیلا و گایا را پوشش می‌دهد.
بر خلاف سامگوک ساگی واقعیت بیشتر سامگوک یوسا، تمرکز بر داستان‌های عامیانه مختلف، افسانه‌ها و زندگی‌نامه از تاریخ اولیه کره است. با توجه به روایات افسانه ای، قابلیت اطمینان سامگوک یوسا زیر سؤال است.